# Henryk Hohenzollern
Albrecht Wilhelm Henryk (ur. 14 sierpnia 1862 w Poczdamie, zm. 20 kwietnia 1929 w Hemmelmark) – książę Prus z dynastii Hohenzollernów, Grossadmiral.

## Życiorys
Urodził się jako drugi syn (trzecie dziecko) pruskiego następcy tronu Fryderyka (przyszłego króla Prus i cesarza Niemiec Fryderyka III) i jego żony księżnej Wiktorii. Po śmierci ojca 15 czerwca 1888 kolejnym królem Prus i cesarzem Niemiec został starszy brat Henryka Wilhelm II. Uczęszczał do elitarnego gimnazjum w Kassel-Wilhelmshöhe, po jego ukończeniu był szkolony jako oficer marynarki wojennej. W ramach ćwiczeń odbył podróż morską dookoła świata w latach 1878–1880. W latach następnych przeszedł służbę na różnych jednostkach pływających cesarskiej marynarki wojennej. W latach 1906–1909 był dowódcą Hochseeflotte. Podczas I wojny światowej dowodził flotą niemiecką na Morzu Bałtyckim. W 1917 roku po zakończeniu działań morskich przeciwko Rosji wycofał się z aktywnego uczestnictwa w działaniach floty, a po zakończeniu wojny w 1918 roku całkowicie wycofał się ze służby.

## Małżeństwo i dzieci
24 maja 1888 w Berlinie poślubił księżniczkę Hesji i Renu Irenę. Para miała trzech synów, z których najstarszy i najmłodszy cierpieli na hemofilię, którą odziedziczyli po matce (była nosicielką), wskutek której zmarli:
- księcia Waldemara Wilhelma (1889–1945)
- księcia Wilhelma Zygmunta (1896–1978)
- księcia Henryka Wiktora (1900–1904)

## Genealogia
| Prapradziadkowie                               | Król Prus Fryderyk Wilhelm II Pruski (1744–1797) ∞1769 Fryderyka Luiza z Hesji-Darmstadt (1751–1805)      | Karol II Mecklenburg-Strelitz (1741–1816) ∞1768 Fryderyka Karolina z Hesji-Darmstadt (1752–1782)          | Karol August Wettyn (1757–1828) ∞1775 Luiza z Hesji-Darmstadt (1757–1830)                                 | Car Rosji Paweł I Romanow (1754–1801) ∞1776 Zofia Wirtemberska (1759–1828)                                | Emil z Saksonii-Gothy-Altenburga (1772–1822) ∞1797 Luiza Karolina z Meklemburgii-Schwerinu (1779–1801)       | Franciszek z Saksonii-Coburga-Saalfeld (1750–1806) ∞1777 Augusta Reuss-Ebersdorf (1757–1831)                 | Franciszek z Saksonii-Coburga-Saalfeld (1750–1806) ∞1777 Augusta Reuss-Ebersdorf (1757–1831)                 | Król Wielkiej Brytanii Jerzy III Hanowerski (1738–1820) ∞1761 Zofia Charlotta z Meklemburgii-Strelitz (1774–1818) |
| Pradziadkowie                                  | Król Prus Fryderyk Wilhelm III Pruski (1770–1840) ∞1793 Luiza Pruska (1776–1810)                          | Król Prus Fryderyk Wilhelm III Pruski (1770–1840) ∞1793 Luiza Pruska (1776–1810)                          | Karol Fryderyk Wettyn (1783–1853) ∞1804 Maria Pawłowna Romanowa (1786–1859)                               | Karol Fryderyk Wettyn (1783–1853) ∞1804 Maria Pawłowna Romanowa (1786–1859)                               | Ludwika z Saksonii-Gothy-Altenburga (1800–1831) ∞ 1817 Ernest I z Saksonii-Coburga-Gothy (1784–1844)         | Ludwika z Saksonii-Gothy-Altenburga (1800–1831) ∞ 1817 Ernest I z Saksonii-Coburga-Gothy (1784–1844)         | Wiktoria z Saksonii-Coburga-Saalfeld (1787–1861) ∞1818 Edward August Hanowerski (1767–1820)                  | Wiktoria z Saksonii-Coburga-Saalfeld (1787–1861) ∞1818 Edward August Hanowerski (1767–1820)                       |
| Dziadkowie                                     | Cesarz niemiecki Wilhelm I Hohenzollern (1797–1888) ∞1829 Augusta z Saksonii-Weimaru-Eisenach (1811–1890) | Cesarz niemiecki Wilhelm I Hohenzollern (1797–1888) ∞1829 Augusta z Saksonii-Weimaru-Eisenach (1811–1890) | Cesarz niemiecki Wilhelm I Hohenzollern (1797–1888) ∞1829 Augusta z Saksonii-Weimaru-Eisenach (1811–1890) | Cesarz niemiecki Wilhelm I Hohenzollern (1797–1888) ∞1829 Augusta z Saksonii-Weimaru-Eisenach (1811–1890) | Albert z Saksonii-Coburga-Gothy (1819–1861) ∞ 1840 Królowa Wielkiej Brytanii Wiktoria Hanowerska (1819–1901) | Albert z Saksonii-Coburga-Gothy (1819–1861) ∞ 1840 Królowa Wielkiej Brytanii Wiktoria Hanowerska (1819–1901) | Albert z Saksonii-Coburga-Gothy (1819–1861) ∞ 1840 Królowa Wielkiej Brytanii Wiktoria Hanowerska (1819–1901) | Albert z Saksonii-Coburga-Gothy (1819–1861) ∞ 1840 Królowa Wielkiej Brytanii Wiktoria Hanowerska (1819–1901)      |
| Rodzice                                        | Cesarz niemiecki Fryderyk III Hohenzollern (1831–1888) ∞1858 Wiktoria Koburg (1840–1901)                  | Cesarz niemiecki Fryderyk III Hohenzollern (1831–1888) ∞1858 Wiktoria Koburg (1840–1901)                  | Cesarz niemiecki Fryderyk III Hohenzollern (1831–1888) ∞1858 Wiktoria Koburg (1840–1901)                  | Cesarz niemiecki Fryderyk III Hohenzollern (1831–1888) ∞1858 Wiktoria Koburg (1840–1901)                  | Cesarz niemiecki Fryderyk III Hohenzollern (1831–1888) ∞1858 Wiktoria Koburg (1840–1901)                     | Cesarz niemiecki Fryderyk III Hohenzollern (1831–1888) ∞1858 Wiktoria Koburg (1840–1901)                     | Cesarz niemiecki Fryderyk III Hohenzollern (1831–1888) ∞1858 Wiktoria Koburg (1840–1901)                     | Cesarz niemiecki Fryderyk III Hohenzollern (1831–1888) ∞1858 Wiktoria Koburg (1840–1901)                          |
| Henryk Hohenzollern (1862–1929), Książę pruski | | | | | | | | |